# MMA Grand Prix
MMA Grand Prix est une organisation dédiée à l'organisation d'évènements et à la promotion des arts martiaux mixtes (MMA) en France, fondée en 2020 par Eric Konako et Abdel Khaznadji, sous l'égide de la Fédération française de boxe,.